# Himmelreich und Höllental (Hörspiel)
Himmelreich und Höllental ist ein Kriminalhörspiel aus der Reihe des Radio-Tatorts. Die Textvorlage stammt von Christine Lehmann, die hier zum ersten Mal das für den Südwestrundfunk gestaltete Stuttgarter Ermittlerduo Kriminalhauptkommissarin Nina Brändle und
Kriminaloberrat Xaver Finkbeiner einführte. Himmelreich und Höllental wurde zum ersten Mal am 5. März 2008 ausgestrahlt. Neben den Hauptdarstellern traten mit Klaus Spürkel, Wolfgang Hepp und Barbara Wurster weitere namhafter Sprecher beziehungsweise Schauspieler auf.
Der vorliegende 3. Fall der Gesamtreihe und erste Fall des Stuttgarter Tatorts dreht sich in erster Linie um einen rücksichtslosen Mord an einem betrügerischen Fleischfabrikanten, in den die ermittelnden Beamten mehr zufällig hineingezogen werden.

## Inhalt
Der erste Fall des Landeskriminalamts Baden-Württemberg in Stuttgart führt auch gleichermaßen die Figuren ein. Der stoische und schweigsame Südbadener Kriminaloberrat Xaver Finkbeiner soll dort als Profiler die neue Abteilung 8, „Operative Fallanalyse“ aufbauen. Ihm zur Seite wird in Zukunft seine neue Kollegin, Kriminalhauptkommissarin Nina Brändle, stehen. Die gesprächige blonde Schwäbin mit rauen Manieren ist mehr als in einer Hinsicht ein Gegenentwurf zu Finkbeiner. Nach einem fast tödlichen Motorradunfall darf die vorübergehend auf Gehhilfen angewiesene Polizistin nicht mehr im Außendienst arbeiten.
Da in seinem Büro noch die Umzugskartons auf ihr Auspacken warten, nimmt Finkbeiner eine Auszeit. In seiner alten Heimat, dem Südschwarzwald, möchte er seinen alten Jugendfreund, den Tierarzt Florian Goll besuchen. Doch bei einer gemeinsamen Wanderung auf dem idyllischen Jägerpfad offenbart Goll seinem Freund gegenüber seine Sorgen: die 13-jährige Tochter leidet an einer schweren Krankheit, die Ehe ist gefährdet und nur wenige Tage zuvor hatte Goll auf dem Jägerpfad einen brutal ermordeten Toten gefunden.
Bei diesem handelt es sich um den Fleischfabrikanten Herbert Wanner, dem man nachsagte, dass er Pferdefleisch als das von Hirschen verkauft habe und somit unlauteren Profit eingefahren habe. Erklärt aber dieser Fall von Wirtschaftskriminalität einen derart brutalen und menschenverachtenden Mord? Spätestens als der zweite Leichnam in der Pathologie liegt, ist dem Kriminaloberrat klar, dass mehr hinter dem Fall steckt und in Himmelreich im Höllental einiges im Argen liegt. Als er sich schon wenig später selbst bedroht sieht, ist ihm seine eigentlich eher unliebsame und schlagfertige Kollegin mehr als willkommen.

## Hintergrund
Die Pilotfolge der SWR-Krimi-Tatortreihe hat seinen Handlungsort in Himmelreich im Höllental. Dieser liegt kurz vor Kirchzarten und trägt seinen Namen daher, weil dort das Höllental zu Ende ist.
Dramaturgin Uta-Maria Heim zur Besetzung: „Der eine ein maulfauler Schwarzwälder, die andere eine geschwätzige Städterin: Das geht gar nicht gut. Xaver Finkbeiner und Nina Brändle sind wie Feuer und Wasser. Oder umgekehrt, wie der Name Brändle schon sagt. Mit Ueli Jäggi und Karoline Eichhorn haben wir die ideale Besetzung gefunden. Der Finkbeiner wurde direkt auf Jäggi hin konzipiert und ich bin heilfroh, dass wir ihn für die Reihe gewinnen konnten. Und Karoline Eichhorn ist ein wunderbares Pendant.“ Der Moderator Jürgen Hörig spricht gewissermaßen sich selbst.

## Ausgabe
- Christine Lehmann: Radio Tatort: Himmelreich und Höllental. Der Hörverlag, 2008, ISBN 978-3-86717-265-3.

## Rezensionen

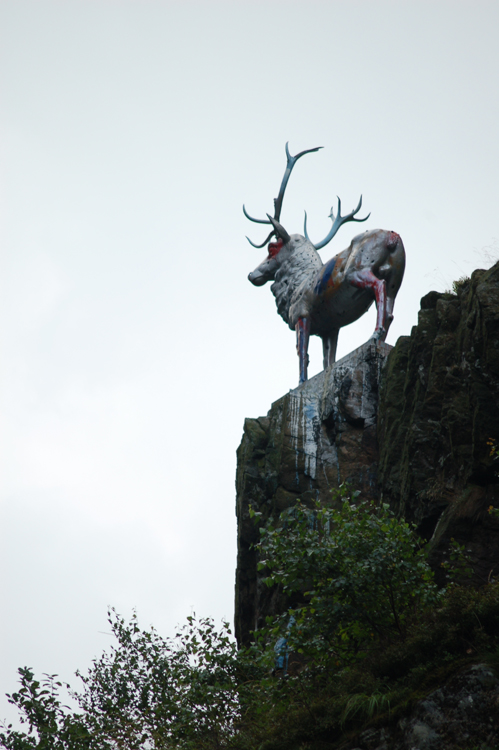
Hirschsprung im Höllental

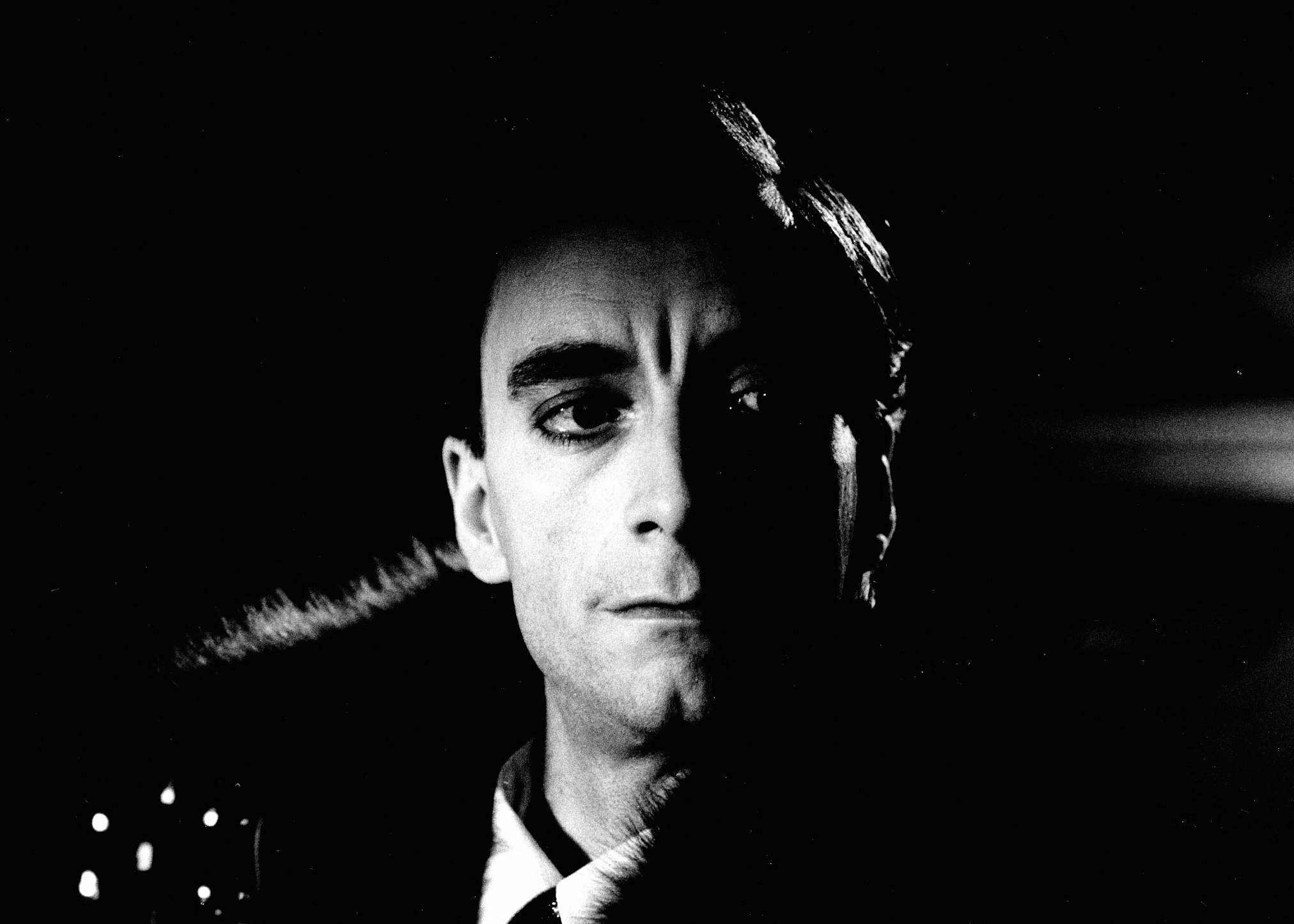
Ueli Jäggi, Sprecher des Kriminaloberrats Xaver Finkbeiner

- „Es zeichnete sich schon mit dem ersten Tatort des SWR aus der Feder von Christine Lehmann ab, dass man hier qualitativ ein Highlight zu setzen im Stande sein kann. Das Duo Finkbeiner/Brändle ist nicht nur aufgrund des festen regionalen Bezugs sehr unterhaltsam, vor allem aber wissen die Fälle zu überzeugen.“[5]
- „Beim ersten Radiotatort des SWR setzt man auf Bodenständiges. Die Protagonisten tragen – wie man es schon von andern Krimiformaten des Senders kennt – ihre regionale Identität auf der Zunge und sorgen damit für viel Flair und Wiedererkennungswert. Dazu schafft man noch viel Stoff in der Rahmenhandlung, in dem man die Hauptfiguren so unterschiedlich gestaltet, wie es nur irgendwie vertretbar ist. (…) Der Fall wird angenehm erzählt und kommt ohne große Knalleffekte zur Geltung.“[6]
- „Die Story von Autorin Christine Lehmann ist kompakt erzählt, füllt die kurze Laufzeit von 48 Minuten ohne Längen und spielt gekonnt mit kleinen Rückblenden. Dem ersten Hörspiel des SWR im Rahmen der ARD Radio-Tatort-Reihe fällt dabei vor allem die knifflige Aufgabe zu, die beiden Hauptcharaktere einzuführen. Geschickt schält Lehmann die Vergangenheit des Profilers aus dem Schwarzwald-Plot, und auch Mitarbeiterin Brändle bleibt nicht gänzlich links liegen. Das in Mundart gehaltene Krimi-Hörspiel verbreitet viel Lokalkolorit und unterhält angenehm unaufgeregt.“[7]
- „»Himmelreich und Höllental« war der dritte Hörspiel-Krimi der RadioTatort-Reihe, in dem der SWR zum ersten Mal sein Ermittlerteam vom LKA Stuttgart im Badischen ermitteln ließ. Damit hatte man auch gleich dem Proporzgedanken des SWR Rechnung getragen. Im Süden des Landes muss man keine Ermittler aus westlichen und östlichen Kulturkreisen aufeinandertreffen lassen, es genügen Badener und Württemberger. Doch die Drehbuchautorin Christine Lehmann löste das sehr charmant mit sympathischen Charakteren und Dialogen, denen man gerne zuhörte.“[8]
- „Alle Landesrundfunkanstalten senden seitdem einmal im Monat den jeweils neuen ARD Radio Tatort, nutzen das kreative Potential ihrer besten Krimiautoren und sorgen für zusätzliche Aufmerksamkeit für die traditionsreiche Radiokunstform Hörspiel. Inzwischen erreicht der Radio Tatort ein Millionenpublikum, zusätzlich belegen hohe Abrufzahlen im Internet (www.radiotatort.ard.de) die Akzeptanz dieser Krimis.“[9]
- „In den Medien, in denen die Hinweise auf Rundfunksendungen, wenn überhaupt noch vorhanden, nur noch mit der Lupe gefunden werden konnten, wird der Hörfunk wieder wahrgenommen. Und die Kritiken – ganz gleich wie sie ausfallen – sie sind sogar ausführlich!“[10]